# Crouchen
Crouchen  ist eine Weißweinsorte, die aus der Weinbauregion Sud-Ouest in den französischen Pyrenäen stammt. Wegen der Anfälligkeit für die Pilzkrankheit Echter Mehltau ist sie aber in Frankreich nahezu ausgestorben. Der Name Crouchen beschreibt lautmalerisch den knackigen Charakter der Traubenschale.
Die Rebe gelangte um 1850 durch Auswanderer nach Südaustralien, wo sie im Barossa Valley und Clare Valley häufig angebaut wurde. Sie wurde lange Zeit mit dem Sémillon verwechselt. Da man den Sémillon zu jener Zeit irrtümlich als Riesling bezeichnete, hießen die Weine aus dem Clare Valley daher Clare Riesling. Erst im Jahre 1976 wurde durch den französischen Ampelographen Paul Truel die wahre Herkunft ermittelt. Der heutige weltweite Bestand beläuft sich auf rund 1.500 Hektar weltweit.
Eine im Jahr 2007 veröffentlichte Studie legt nahe, dass die Crouchen genetisch nahe verwandt mit einer Reihe von lokalen Sorten der Region Sud-Ouest ist und mit diesen eine Rebsortenfamilie bildet (z. B. Blancard, Claverie, Claverie coulard, Cruchen faux, Cruixen und Graisse). Crouchen ist eine Varietät der Edlen Weinrebe (Vitis vinifera). Sie besitzt zwittrige Blüten und ist somit selbstfruchtend. Beim Weinbau wird der ökonomische Nachteil vermieden, keinen Ertrag liefernde, männliche Pflanzen anbauen zu müssen.
Siehe auch die Artikel Weinbau in Frankreich, Weinbau in Australien (117 Hektar, Stand 2008) und Weinbau in Südafrika (982 Hektar, Stand 2007) sowie die Liste von Rebsorten.

## Synonyme
Die Rebsorte Crouchen ist auch unter den Namen Cape Riesling (Südafrika), Cheri cérratia, Clare Riesling (in Australien), Cougnet, Crouchenta, Cruchen, Cruchen Blanc, Cruchenta, Cruchenton blanc, Grand Blanc, Kaapse Riesling, Messanges blanc, Navarre blanc, Paarl Riesling (Südafrika), Riesling vert, Sable blanc, Sales blanc, South African Riesling (Südafrika), Trouchet Blanc, Xuricérratia (im französischen Baskenland) und Zuricérratia bekannt.